# Arigomphus villosipes
Arigomphus villosipes är en trollsländeart som först beskrevs av Selys 1854.  Arigomphus villosipes ingår i släktet Arigomphus och familjen flodtrollsländor. Inga underarter finns listade i Catalogue of Life.

## Bildgalleri

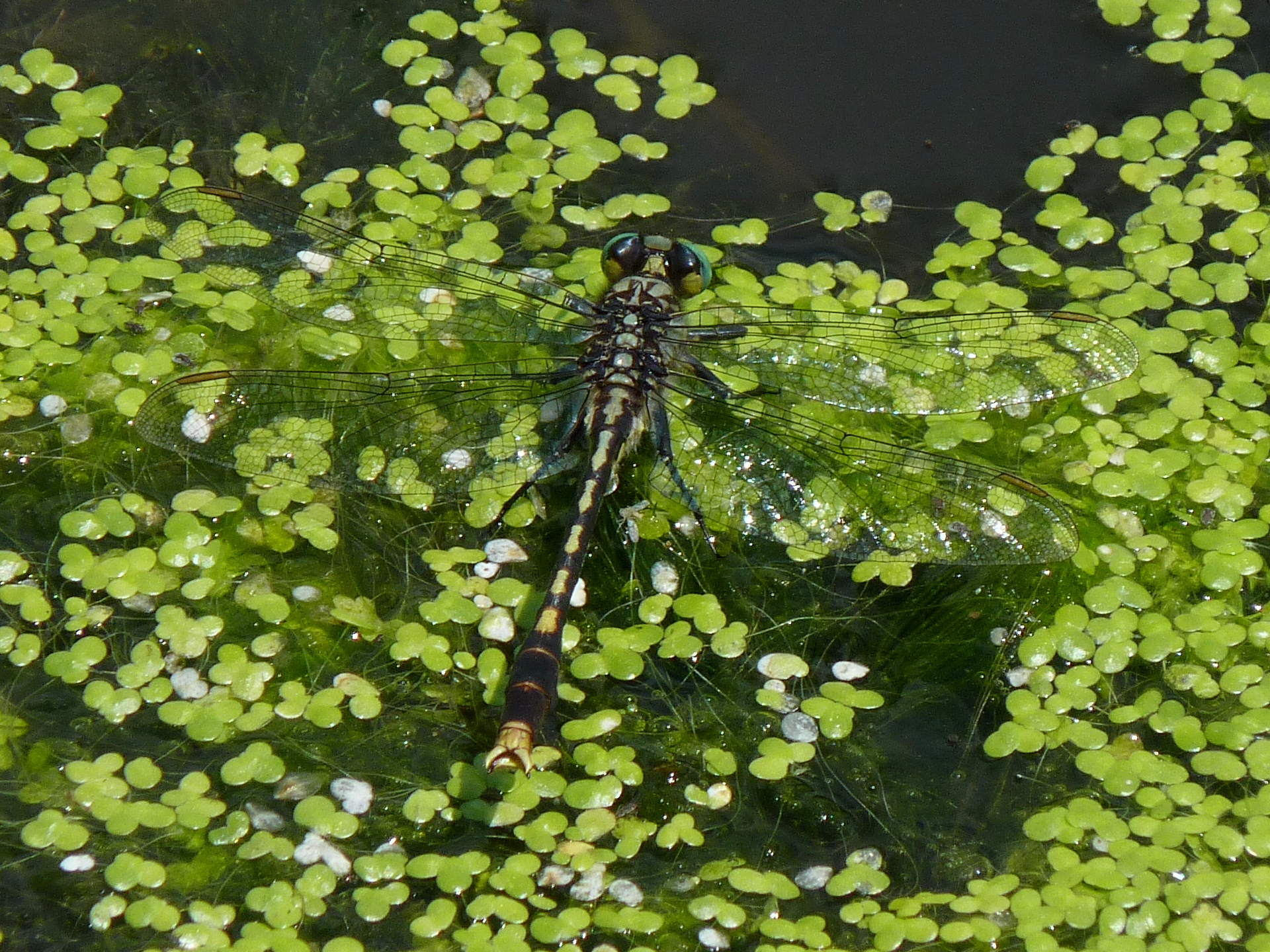
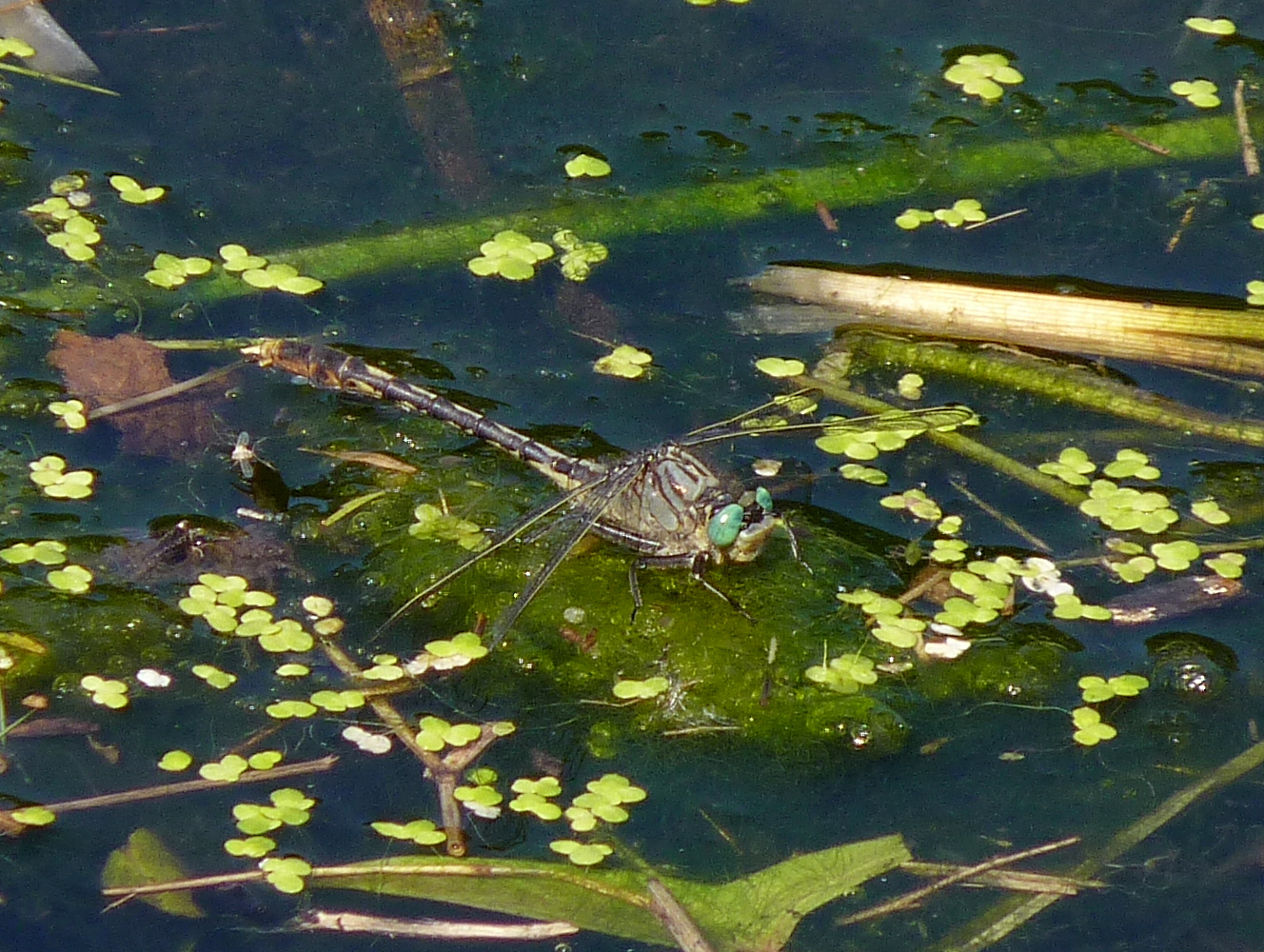